# Iamus (ordenador)
Iamus es un cluster de computación creado por el catedrático de Inteligencia Artificial Francisco Vico ubicado en la Universidad de Málaga. Es el primer ordenador que ha aprendido el lenguaje musical humano. La obra Opus one es el primer fragmento de música de concierto contemporánea escrito por un ordenador, y lo creó el 15 de octubre de 2010. Su primera composición completa, Hello World!, se estrenó justo un año después (15 de octubre de 2011).
El módulo compositivo de Iamus (un medio cluster con una carcasa muy llamativa) trabaja con tecnología de Melomics y tarda unos 8 minutos en crear una composición y generar todos sus formatos (XML, MP3, MIDI y PDF), si bien esa misma composición en el formato nativo de Iamus tarda menos de un minuto en componerse por el sistema completo. Iamus está construyendo un repositorio de composiciones en continuo crecimiento, que cubre los principales géneros musicales. Hasta la fecha, este repositorio constituye la mayor colección de música.